# Canton de Vendôme-1
Le canton de Vendôme-1 est un ancien canton français situé dans le département de Loir-et-Cher et la région Centre.
Le nom officiel (INSEE) du canton est « Vendôme 1er Canton », souvent abrégé, dans le langage courant, en « Vendôme-1 ».

## Géographie
Ce canton était organisé autour de Vendôme dans l'arrondissement de Vendôme. Son altitude variait de 69 m (Thoré-la-Rochette) à 156 m (Mazangé) pour une altitude moyenne de 84 m.

## Histoire
Le canton de Vendôme-1 a été créé par le décret du 20 janvier 1982 scindant en deux le canton de Vendôme.
Il est supprimé lors du redécoupage cantonal de 2014 par le décret du 21 février 2014.

## Représentation
| Période | Période      | Identité           | Étiquette | Qualité |
| ------- | ------------ | ------------------ | --------- | --- |
| 1982    | 1988         | Robert Lasneau     | DVD       | Enseignant Maire de Vendôme (1970-1989)                                                                       |
| 1988    | 2008 (décès) | Daniel Chanet      | PS        | Professeur Maire de Vendôme (1989-2008) Président de la Communauté de Communes du Pays de Vendôme (1993-2008) |
| 2008    | 2015         | Catherine Lockhart | PS        | Professeur de yoga Maire de Vendôme (2008-2014) Présidente de la Communauté de communes du Pays de Vendôme    |

## Composition
Le canton de Vendôme 1er Canton se composait d’une fraction de la commune de Vendôme et de cinq autres communes. Il comptait 13 414 habitants (population municipale) au 1er janvier 2012.
| Nom                 | Code Insee | Intercommunalité         | Population (dernière pop. légale)              |
| ------------------- | ---------- | ------------------------ | ---------------------------------------------- |
| Vendôme (chef-lieu) | 41269      | CA Territoires Vendômois | Fraction : 7 189(2012) Commune : 16 879 (2014) |
| Azé                 | 41010      | CA Territoires Vendômois | 1 096 (2014)                                   |
| Mazangé             | 41131      | CA Territoires Vendômois | 914 (2014)                                     |
| Naveil              | 41158      | CA Territoires Vendômois | 2 253 (2014)                                   |
| Thoré-la-Rochette   | 41259      | CA Territoires Vendômois | 881 (2014)                                     |
| Villiers-sur-Loir   | 41294      | CA Territoires Vendômois | 1 140 (2014)                                   |

## Démographie

### Évolution démographique
| 1982 | 1990   | 1999   | 2006   | 2011   | 2012   |
| ---- | ------ | ------ | ------ | ------ | ------ |
| -    | 13 403 | 13 395 | 13 539 | 13 333 | 13 414 |

### Âge de la population
La pyramide des âges, à savoir la répartition par sexe et âge de la population, du canton de Vendôme-1 en 2009 ainsi que, comparativement, celle du département de Loir-et-Cher la même année sont représentées avec les graphiques ci-dessous.
La population du canton comporte 50,2 % d'hommes et 49,8 % de femmes. Elle présente en 2009 une structure par grands groupes d'âge similaire à celle de la France métropolitaine. 
Il existe en effet 110 jeunes de moins de 20 ans pour cent personnes de plus de 60 ans, alors que pour la France l'indice de jeunesse, qui est égal à la division de la part des moins de 20 ans par la part des plus de 60 ans, est de 1,06. L'indice de jeunesse du canton est également supérieur à celui  du département (0,83) et à celui de la région (0,95).
| Hommes | Classe d’âge | Femmes |
| ------ | ------------ | ------ |
| 0,4    | 90 ans ou +  | 0,7    |
| 7,3    | 75 à 89 ans  | 8,8    |
| 14,1   | 60 à 74 ans  | 14,9   |
| 23,9   | 45 à 59 ans  | 22,9   |
| 19,3   | 30 à 44 ans  | 21,0   |
| 13,8   | 15 à 29 ans  | 12,7   |
| 21,2   | 0 à 14 ans   | 19,0   |

| Hommes | Classe d’âge | Femmes |
| ------ | ------------ | ------ |
| 0,5    | 90 ans ou +  | 1,5    |
| 8,8    | 75 à 89 ans  | 12,1   |
| 15,4   | 60 à 74 ans  | 16,1   |
| 21,2   | 45 à 59 ans  | 20,5   |
| 19,6   | 30 à 44 ans  | 18,7   |
| 15,9   | 15 à 29 ans  | 14,3   |
| 18,6   | 0 à 14 ans   | 16,8   |